# بورمالسن
بورمالسن (به هلندی: Buurmalsen) یک روستا و منطقهٔ مسکونی در هلند است که در خلدرمالسن واقع شده‌است. بورمالسن ۱٬۰۵۸ نفر جمعیت دارد.